# 亨德勒姆
亨德勒姆（Hendrum），美国明尼苏达州诺曼县城市，位于该县西部。总面积0.85平方公里，总人口307（2010年美国人口普查）。